# فرانسيسكو غوميز (رئيس السلفادور)
فرانسيسكو غوميز (بالإسبانية: Francisco Gómez)‏ (و. 1796 – 1838 م) هو سياسي من السلفادور، تولى منصب رئيس السلفادور.
توفي في غواتيمالا .